# Lucius Fabius Gallus
Lucius Fabius Gallus war ein römischer Senator und im Jahr 131 zusammen mit Quintus Fabius Iulianus Suffektkonsul.
Der bisher unbekannte Konsul Fabius Gallus ist vermutlich bereits bezeugt. Eine fistula aquaria, die ins 2. Jahrhundert datiert wird, bezeugt einen Lucius Fabius Gallus als Besitzer einer privaten Wasserzuleitung; senatorischer Rang wurde für ihn schon vermutet. Er könnte mit Fabius Gallus identisch sein; allerdings ist auf demselben Leitungsstrang auch eine Umbria Albina genannt, die möglicherweise eine etwas spätere Datierung der fistula, erst in der 2. Hälfte des 2. Jahrhunderts, nahelegen könnte. Dann wäre der Besitzer der fistula wohl ein Nachkomme des Fabius Gallus.